# Рябиновка (Багратионовский район)
Рябиновка — посёлок в Багратионовском районе Калининградской области. Входит в состав Гвардейского сельского поселения.

## Население
| 2002 | 2010 |
| ---- | ---- |
| 305  | ↗357 |